# Ането
Анѐто (на испански: Pico Aneto) е най-високият връх в Пиренеите. Висок е 3404 m и има относителна височина (издаденост) от 2812 m, което го нарежда на четвърто място в Европа по този показарел. Разположен е на територията на испанската провинция Уеска в северен Арагон. Ането формира най-южната част на планинския масив Маладета. Върхът е известен и с френското с име Пик дьо Нету (на френски: Pic de Néthou), обаче това название рядко се използва, тъй като върхът изцяло се намира територията на Испания.
На върха се намира най-големият ледник в Испания, който през 2005 г. заема площ от 79,6 ха. Във връзка с глобалното затопляне и намаляването на зимните валежи, площта на ледника бързо намалява: през 1981 г. тя е била 106,7 ха, а през XIX век – над 200 ха.
Първото изкачване на Ането е направено през юли 1842 г. от Платон Александрович Чихачов, руски географ, пътешественик и алпинист, придружаван от гидовете Пиер Санио дьо Люз, Люшоне Бернар Аразо, Пиер Редоне, и норманския ботаник Албер дьо Франквил с неговия гид Жан Сор. На 18 юли те започват похода си от Хоспис де Франс, минават през прохода Бенаск и прекарват нощта в заслона Ла Ренклуза, тогава проста дъсчена конструкция, а днес голям планински приют.
На следващия ден групата прекосява пътя до прохода Алба, но загубва пътя си при южния склон, близо до езерото Грегеня. По-късно през деня, на ръба на силите си, шестимата се подслоняват в хижа край долината Валибиерна. На утрото на 20 юли потеглят към прохода Короне. Въпреки страха си от пукнатините, решават да минат по ледника, за да достигнат върха. Изкатерват широкото едва няколко метра било, наречено от Франквил „Моста на Мохамед“, и когато достигат върха, струпват камъни и оставят бутилка с имената на шестимата.
Първото зимно изкачване на Ането е направено на 1 март 1878 г. от Роже дьо Монт, Б. Куреж и Б. и В. Паже.